# Mistrovství světa v judu 1985 – muži – polostřední váha (-78kg)
Zápasy v judu na XIII. mistrovství světa v kategorii polostředních vah mužů proběhly v Soulu, 27. září 1985.

## Finále
| Finále           |                 |
| ---------------- | --------------- |
| Nobutoši Hikage  | Nobutoši Hikage |
| Torsten Oehmigen | Nobutoši Hikage |

## Opravy / O bronz
Do oprav se dostali judisté, kteří během turnaje prohráli svůj zápas s jedním ze dvou finalistů.
| opravy          | opravy          | o bronz           |                   |
| --------------- | --------------- | ----------------- | ----------------- |
| Neil Adams      | Neil Adams      | Neil Adams        | Neil Adams        |
| Kevin Doherty   | Neil Adams      | Neil Adams        | Neil Adams        |
|                 | Giorgio Vismara | Neil Adams        | Neil Adams        |
|                 |                 | Waldemar Legień   | Neil Adams        |
| Brett Barron    | ? neuvedeno     | Čo Hjong-su       | Vladimir Šestakov |
| Johan van Heest | ? neuvedeno     | Čo Hjong-su       | Vladimir Šestakov |
|                 | Čo Hjong-su     | Čo Hjong-su       | Vladimir Šestakov |
|                 |                 | Vladimir Šestakov | Vladimir Šestakov |

## Pavouk
|   | 1/32                    | 1/16                | čtvrtfinále         | semifinále        | finále           |
| - | ----------------------- | ------------------- | ------------------- | ----------------- | ---------------- |
| A | Carlos Huttich          | Carlos Huttich      | Giorgio Vismara     | Nobutoši Hikage   | Nobutoši Hikage  |
| A | Sándor Nagysolymosi st. | Carlos Huttich      | Giorgio Vismara     | Nobutoši Hikage   | Nobutoši Hikage  |
| A | Giorgio Vismara         | Giorgio Vismara     | Giorgio Vismara     | Nobutoši Hikage   | Nobutoši Hikage  |
| A | Lap Hing Lam            | Giorgio Vismara     | Giorgio Vismara     | Nobutoši Hikage   | Nobutoši Hikage  |
| A | Nobutoši Hikage         | Nobutoši Hikage     | Nobutoši Hikage     | Nobutoši Hikage   | Nobutoši Hikage  |
| A | Neil Adams              | Nobutoši Hikage     | Nobutoši Hikage     | Nobutoši Hikage   | Nobutoši Hikage  |
| A | volný los               | Kevin Doherty       | Nobutoši Hikage     | Nobutoši Hikage   | Nobutoši Hikage  |
| A | volný los               | Kevin Doherty       | Nobutoši Hikage     | Nobutoši Hikage   | Nobutoši Hikage  |
| B | Pook Wai Kong           | Jukka-Pekka Metsola | Jukka-Pekka Metsola | Waldemar Legień   | Nobutoši Hikage  |
| B | Jukka-Pekka Metsola     | Jukka-Pekka Metsola | Jukka-Pekka Metsola | Waldemar Legień   | Nobutoši Hikage  |
| B | volný los               | Filip Leščak        | Jukka-Pekka Metsola | Waldemar Legień   | Nobutoši Hikage  |
| B | volný los               | Filip Leščak        | Jukka-Pekka Metsola | Waldemar Legień   | Nobutoši Hikage  |
| B | Waldemar Legień         | Waldemar Legień     | Waldemar Legień     | Waldemar Legień   | Nobutoši Hikage  |
| B | Olivier Schaffter       | Waldemar Legień     | Waldemar Legień     | Waldemar Legień   | Nobutoši Hikage  |
| B | volný los               | Tiago Jacques       | Waldemar Legień     | Waldemar Legień   | Nobutoši Hikage  |
| B | volný los               | Tiago Jacques       | Waldemar Legień     | Waldemar Legień   | Nobutoši Hikage  |
| C | Brett Barron            | Torsten Oehmigen    | Torsten Oehmigen    | Torsten Oehmigen  | Torsten Oehmigen |
| C | Torsten Oehmigen        | Torsten Oehmigen    | Torsten Oehmigen    | Torsten Oehmigen  | Torsten Oehmigen |
| C | volný los               | Johan van Heest     | Torsten Oehmigen    | Torsten Oehmigen  | Torsten Oehmigen |
| C | volný los               | Johan van Heest     | Torsten Oehmigen    | Torsten Oehmigen  | Torsten Oehmigen |
| C | Graeme Spinks           | Michel Nowak        | Čo Hjong-su         | Torsten Oehmigen  | Torsten Oehmigen |
| C | Michel Nowak            | Michel Nowak        | Čo Hjong-su         | Torsten Oehmigen  | Torsten Oehmigen |
| C | volný los               | Čo Hjong-su         | Čo Hjong-su         | Torsten Oehmigen  | Torsten Oehmigen |
| C | volný los               | Čo Hjong-su         | Čo Hjong-su         | Torsten Oehmigen  | Torsten Oehmigen |
| D | Peter Reiter            | Peter Reiter        | Peter Reiter        | Vladimir Šestakov | Torsten Oehmigen |
| D | Frank Wieneke           | Peter Reiter        | Peter Reiter        | Vladimir Šestakov | Torsten Oehmigen |
| D | volný los               | El-Desuki           | Peter Reiter        | Vladimir Šestakov | Torsten Oehmigen |
| D | volný los               | El-Desuki           | Peter Reiter        | Vladimir Šestakov | Torsten Oehmigen |
| D | Vladimir Šestakov       | Vladimir Šestakov   | Vladimir Šestakov   | Vladimir Šestakov | Torsten Oehmigen |
| D | Luis Val                | Vladimir Šestakov   | Vladimir Šestakov   | Vladimir Šestakov | Torsten Oehmigen |
| D | volný los               | José Pérez          | Vladimir Šestakov   | Vladimir Šestakov | Torsten Oehmigen |
| D | volný los               | José Pérez          | Vladimir Šestakov   | Vladimir Šestakov | Torsten Oehmigen |